# زحافة وسيطة
الزحافة الوسيطة (باللاتينية: Crupina intermedia) نوع نباتي يتبع جنس الزحافة من الفصيلة النجمية.

## البيئة والانتشار
موطنه بلاد الشام والمغرب العربي وتركيا وإيطاليا.

## مرادفات للاسم العلمي
- (باللاتينية: Centaurea intermedia Mutel)